# كولن لامونت
كولن لامونت (بالإنجليزية: Colin Lamont)‏ هو سياسي أسترالي، ولد في 18 نوفمبر 1941 في بريزبان في أستراليا، وتوفي في 7 يوليو 2012 في كوينزلاند في أستراليا. حزبياً، نشط في الحزب الليبرالي الأسترالي. وقد انتخب عضو المجلس التشريعي ولاية كوينزلاند.